# Pudu He
Der Pudu He (chinesisch 普渡河, Pinyin Pǔdù Hé) ist ein Nebenfluss des Jinsha Jiang (dem Oberlauf des Jangtsekiang) in Zentral-Yunnan, in den er in Luquan mündet. Er hat eine Länge von 294 km und ein Einzugsgebiet von 11.200 Quadratkilometern.
Die Puduhe-Verwerfung (普渡河断裂带,  Pǔdù Hé Duànlièdài, englisch Puduhe fault) ist nach dem Fluss benannt.
Die Eisenkettenbrücke in Luquan steht auf der Liste der Denkmäler der Provinz Yunnan. test (Seite nicht mehr abrufbar, festgestellt im September 2019. Suche in Webarchiven)